# Rajd Wisły 1985
Rajd Wisły 1985 – 33. edycja Rajdu Wisły. Był to rajd samochodowy rozgrywany od 28 do 29 września 1985 roku. Była to czwarta runda Rajdowych Samochodowych Mistrzostw Polski w roku 1985. Rajd składał się z dwudziestu czterech odcinków specjalnych. Został rozegrany na nawierzchni asfaltowej i szutrowej. Zwycięzcą został Marian Bublewicz.

## Wyniki końcowe rajdu[1][2]
| Miejsce | Kierowca            | Pilot               | Samochód               | Czas    | Strata | Grupa Klasa |
| ------- | ------------------- | ------------------- | ---------------------- | ------- | ------ | ----------- |
| 1       | Marian Bublewicz    | Wojciech Malanowski | FSO Polonez 2000 Turbo | 1:13:19 | –      | B-31        |
| 2       | Andrzej Koper       | Krzysztof Gęborys   | Renault 11 Turbo       | 1:14:49 | +1:30  | GEN         |
| 3       | Lesław Orski        | Tomasz Chmiel       | Volkswagen Golf II GTi | 1:15:20 | +2:01  | GEN         |
| 4       | Andrzej Witkowicz   | Andrzej Turczyński  | Audi 80 Quattro        | 1:17:01 | +3:42  | GEN         |
| 5       | Wiktor Polak        | Małgorzata Bajorska | Talbot Sunbeam TI      | 1:18:26 | +5:07  | B-31        |
| 6       | Bogdan Wozowicz     | Barbara Stępkowska  | Ford Escort RS 2000    | 1:18:52 | +5:33  | B-22        |
| 7       | Janusz Szerla       | Zbigniew Baran      | FSO 1600               | 1:20:18 | +6:59  | A-14        |
| 8       | Mariusz Kostrzak    | Marek Smolec        | Lada VAZ 2105 MTX      | 1:20:47 | +7:28  | B-21        |
| 9       | Marek Sadowski      | Tadeusz Kołczyński  | FSO 1500 A             | 1:21:45 | +8:26  | A-14        |
| 10      | Janusz Książkiewicz | Wanda Rutkiewicz    | FSO 1600               | 1:23:02 | +9:43  | A-14        |